# Bäddsoffa

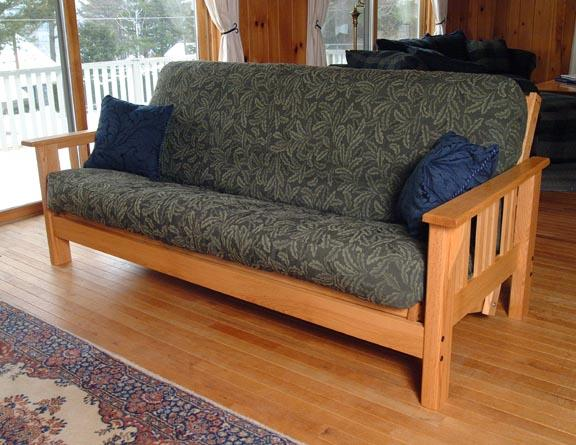
Bäddsoffa.

En bäddsoffa är en särskild typ av soffa‚ särskilt ämnad för att även användas som säng. Ofta används bäddsoffan om man är trångbodd, eller tillfälligt för övernattande gäster.  
Bäddsoffan lanserades i början av 1900-talet. Den föregicks av olika slags liggsoffor; dessa fållbänkar och utdragssoffor fanns i allmogemiljöer och enklare stadsboenden. I slutet av 1800-talet dök inventionssoffan (vändbar) och paneldivanen upp.
Det finns flera olika typer av bäddbara soffor. Antingen göms bädden i soffryggen eller under sitsen, i väntan på att kunna rullas ut vid användning. 